# Giovanni Giacomo Millo
Giovanni Giacomo Millo, né le 16 juin 1695 à Casale Monferrato, dans la province d'Alexandrie au Piémont, et mort le 16 novembre 1757 à Rome, est un cardinal italien  du XVIIIe siècle.

## Biographie
Giovanni Giacomo Millo va étudier à Rome ou il apprend le droit avec Prospero Lambertini, futur pape Benoît XIV qui devient son protecteur. Il exerce diverses fonctions au sein de la Curie romaine rappelé à Rome par Lambertini devenu pape en 1740. En 1743, il est nommé dataire apostolique en remplacement du cardinal Pompeio Aldrovandi démissionnaire. Il le restera jusqu'à sa mort.
Le pape Benoît XIV le crée cardinal lors du consistoire du 26 novembre 1753. Il est préfet de la Congrégation du Concile de 1756 jusqu'à sa mort.

### Sources
- Fiche du cardinal Giovanni Giacomo Millo sur le site fiu.edu